# Agromyza leptinomentula
Agromyza leptinomentula är en tvåvingeart som beskrevs av Mitsuhiro Sasakawa 2005. Agromyza leptinomentula ingår i släktet Agromyza och familjen minerarflugor. Inga underarter finns listade i Catalogue of Life.